# Distrikt Tingo de Ponasa
Der Distrikt Tingo de Ponasa liegt in der Provinz Picota in der Region San Martín in Nordzentral-Peru. Der Distrikt wurde am 22. November 1960 gegründet. Er besitzt eine Fläche von 335 km². Beim Zensus 2017 wurden 3917 Einwohner gezählt. Im Jahr 1993 lag die Einwohnerzahl bei 2605, im Jahr 2007 bei 3957. Sitz der Distriktverwaltung ist die 237 m hoch gelegene Ortschaft Tingo de Ponasa mit 627 Einwohnern (Stand 2017). Tingo de Ponasa befindet sich 8,5 km ostsüdöstlich der Provinzhauptstadt Picota.

## Geographische Lage
Der Distrikt Tingo de Ponasa liegt in den östlichen Voranden ostzentral in der Provinz Picota. Der Río Ponasa durchquert das Areal in überwiegend nordwestlicher Richtung und mündet im äußersten Nordwesten des Distrikts in den Río Huallaga.
Der Distrikt Tingo de Ponasa grenzt im Westen an den Distrikt Picota, im Norden an die Distrikte Pucacaca und Tres Unidos, im Osten an den Distrikt Shamboyacu sowie im Süden an den Distrikt Bajo Biavo (Provinz Bellavista).

## Ortschaften
Im Distrikt gibt es neben dem Hauptort folgende größere Ortschaften:
- Huañipo (646 Einwohner)
- Leoncio Prado (686 Einwohner)
- Mariscal Castilla (580 Einwohner)
- Nueva Esperanza (343 Einwohner)